# Brusnitsynita
La brusnitsynita és un mineral de la classe dels sulfurs que forma part del grup de la lil·lianita.

## Característiques
La brusnitsynita és una sulfosal de fórmula química Mn₃CuPbAs₃Sb₂S₁₂. Va ser aprovada com a espècie vàlida per l'Associació Mineralògica Internacional en el mes de maig de l'any 2025. Encara resta pendent de publicació. Cristal·litza en el sistema monoclínic.
L'exemplar que va servir per a determinar l'espècie, el que es coneix com a material tipus, es troba conservat a les col·leccions del Museu Mineralògic Fersmann, de l'Acadèmia de Ciències de Rússia, a Moscou (Rússia), amb el número de registre: 6215/1.

## Formació i jaciments
Va ser descoberta al dipòsit de Vorontsovskoe, situat al raion de Serov (óblast de Sverdlovsk, Rússia), sent aquest indret l'únic de tot el planeta on ha estat descrita aquesta espècie mineral.